# Estênelo de Micenas
Estênelo (português brasileiro) ou Esténelo (português europeu) (em grego clássico: Σθένελος; romaniz.: Sthénelos; em latim: Sthenelus), na mitologia grega, foi um rei de Micenas, filho de Perseu e Andrómeda. Com Nícipe, a irmã de Atreu, teve vários filhos, como Alcinoé, Ífis ou Ífito, Medusa e Euristeu.